# Renato Ferracini
Renato Ferracini (Campinas, 1970), é um ator, pesquisador e professor brasileiro, reconhecido por sua atuação nas artes cênicas e por integrar o LUME Teatro, Núcleo Interdisciplinar de Pesquisas Teatrais vinculado à Universidade Estadual de Campinas (Unicamp), desde 1993. Destaca-se por suas investigações práticas e teóricas em atuação, presença e poética corporal.

## Formação acadêmica
Ferracini é graduado em Artes Cênicas (1993), mestre (1998) e doutor (2004) em Multimeios pela Unicamp. É professor do Programa de Pós-Graduação em Artes da Cena do Instituto de Artes da Unicamp e atuou como docente convidado em diversas universidades brasileiras e estrangeiras.

## Pesquisa e atuação
É autor de livros como A Arte de Não Interpretar como Poesia Corpórea do Ator (2001), Café com Queijo. Corpos em Criação (2006), Ensaios de Atuação (2013), Práticas Teatrais (2020) e Entre cenas, memórias e estilhaços (2022). Ferracini foi presidente da Associação Brasileira de Pesquisa e Pós-Graduação em Artes Cênicas (2019–2021) e coordena o projeto temático FAPESP Pedagogias, Processos e Arquivos da Presença com parceiros internacionais.

## Atuação internacional
Participou como ator, pesquisador e professor convidado em mais de 20 países, incluindo Escócia, França, Itália, Argentina, Coreia do Sul e Egito. Foi colaborador da Rede de Estudos da Presença e atuou em festivais e intercâmbios da Associação de Universidades do Grupo de Montevidéu - AUGM. Realizou parcerias com grupos internacionais como Conflux (Escócia) e Legs on the Wall (Austrália).

## Prêmios e reconhecimentos
- Prêmio Shell São Paulo (2013) – pesquisa continuada do LUME Teatro[6]
- Prêmio Shell Rio de Janeiro (2018) – pesquisa vinculada ao espetáculo Tripas[7]
- Prêmio de Reconhecimento Acadêmico da Unicamp (2021)[8]
- Prêmio de Reconhecimento Acadêmico em Direitos Humanos – Instituto Vladimir Herzog (2024)[8]

## Obras selecionadas
- Ferracini, R. A Arte de Não Interpretar como Poesia Corpórea do Ator. Ed. da Unicamp / FAPESP, 2001.
- Ferracini, R. Café com Queijo: Corpos em Criação. Hucitec / FAPESP, 2006.
- Ferracini, R. Ensaios de Atuação. Perspectiva / FAPESP, 2013.
- Ferracini, R. Práticas Teatrais. Ed. da Unicamp / FAPESP, 2020.
- Ferracini, R. Entre cenas, memórias e estilhaços. Ed. da Unicamp, 2022.